# Халанська волость
Халанська во́лость — історична адміністративно-територіальна одиниця Новооскілького повіту Курської губернії з центром у слободі Велика Халань.
Станом на 1885 рік складалася з 7 поселень, 7 сільських громад. Населення — 7810 осіб (3947 чоловічої статі та 3863 — жіночої), 1219 дворових господарств.
|                     | Площа, десятин | У тому числі орної, дес. |
| ------------------- | -------------- | ------------------------ |
| Сільських громад    | 7358           | 6445                     |
| Приватної власності | 343            | 260                      |
| Іншої власності     | 99             | 99                       |
| Загалом             | 7800           | 6804                     |

Основні поселення волості:
- Велика Халань — колишня власницька слобода біля річки Халань за 35 верст від повітового міста, 6039 осіб, 932 двори, 2 православні церкви, школа, богадільня, 8 лавок, 6 постоялих дворів, 24 вітряних млини, цегельний завод.